# AT-T
L'AT-T (in russo Артиллерийский тягач тяжёлый?, Artillerijskij tjagač - tjaželyj, letteralmente Trattore d'artiglieria - pesante) è stato un imponente veicolo trattore d'artiglieria e impieghi generali, sviluppato in URSS dalla KhPZ durante gli anni '50 e che ha continuato a restare assai diffuso fino a non molti anni addietro.
Tra i suoi impieghi, quello di trattore per il Cannone S-23 e altri carichi per un massimo di 25 tonnellate, e versioni interessanti fra cui quelle per operazioni di scavo.
Una di queste è la BTM, disponibile in 4 versioni: quella base è equipaggiata con apparecchiatura escavatrice circolare ETR-409, sistemata nella parte posteriore del veicolo, capace di scavare trincee di 0,8x1,5metri di profondità.
Ma vi è anche un altro mezzo, ancora più impressionante, la MDK-2 con escavatore circolare, orientabile a 90 gradi in verticale, e capace di scavare trincee profonde fino a 4,5 metri e larghe fino a 3,5. Usata in zone come i campi di battaglia, può rapidamente eseguire scavi di ogni sorta, inclusi quelli per occultare carri e automezzi, e incidentalmente, 'trappole per elefanti', teoricamente in grado di catturare anche i più potenti carri armati, in zone tipo passaggi obbligati.